# Nuria Fernández
Nuria Fernández Domínguez (Lucerna, 16 agosto 1976) è una mezzofondista spagnola.

## Palmarès
| Anno | Manifestazione          | Sede              | Evento       | Risultato  | Prestazione | Note |
| ---- | ----------------------- | ----------------- | ------------ | ---------- | ----------- | ---- |
| 1993 | Europei juniores        | San Sebastián     | 800 m piani  | Batteria   | 2'10"71     |      |
| 1994 | Mondiali juniores       | Lisbona           | 800 m piani  | Semifinale | 2'11"38     |      |
| 1995 | Europei juniores        | Nyíregyháza       | 800 m piani  | Batteria   | 2'10"21     |      |
| 1997 | Europei under 23        | Turku             | 800 m piani  | Batteria   | 2'06"05     |      |
| 1997 | Giochi del Mediterraneo | Bari              | 800 m piani  | 8ª         | 2'08"87     |      |
| 1998 | Europei                 | Budapest          | 800 m piani  | Batteria   | 2'04"89     |      |
| 1999 | Mondiali                | Siviglia          | 1500 m piani | Batteria   | 4'09"39     |      |
| 2000 | Giochi olimpici         | Sydney            | 1500 m piani | Semifinale | 4'10"92     |      |
| 2001 | Mondiali indoor         | Lisbona           | 1500 m piani | 7ª         | 4'15"37     |      |
| 2001 | Mondiali                | Edmonton          | 1500 m piani | 12ª        | 4'17"86     |      |
| 2002 | Europei                 | Monaco di Baviera | 800 m piani  | 8ª         | 4'07"11     |      |
| 2004 | Giochi olimpici         | Atene             | 1500 m piani | Semifinale | 4'07"68     |      |
| 2005 | Europei indoor          | Madrid            | 1500 m piani | 8ª         | 4'12"04     |      |
| 2005 | Giochi del Mediterraneo | Almería           | 1500 m piani | Bronzo     | 4'11"20     |      |
| 2006 | Mondiali indoor         | Mosca             | 1500 m piani | Batteria   | 4'17"12     |      |
| 2006 | Europei                 | Göteborg          | 1500 m piani | Batteria   | 4'08"91     |      |
| 2009 | Europei indoor          | Torino            | 3000 m piani | 4ª         | 8'49"49     |      |
| 2009 | Mondiali                | Berlino           | 1500 m piani | 4ª         | 4'04"91     |      |
| 2010 | Europei                 | Barcellona        | 1500 m piani | Oro        | 4'00"20     |      |
| 2011 | Europei indoor          | Parigi            | 1500 m piani | Argento    | 4'14"04     |      |
| 2011 | Mondiali                | Taegu             | 1500 m piani | Semifinale | 4'09"53     |      |
| 2012 | Europei                 | Helsinki          | 1500 m piani | Oro        | 4'08"80     |      |
| 2012 | Giochi olimpici         | Londra            | 1500 m piani | Semifinale | 4'06"57     |      |
| 2014 | Europei                 | Zurigo            | 5000 m piani | 5ª         | 15'35"59    |      |
| 2017 | Europei indoor          | Belgrado          | 3000 m piani | 10ª        | 9'05"17     |      |